# Puiseaux
Puiseaux is een gemeente in het Franse departement Loiret (regio Centre-Val de Loire). De plaats maakt deel uit van het arrondissement Pithiviers. Puiseaux telde op 1 januari 2022 3.336 inwoners.

## Geografie
De oppervlakte van Puiseaux bedroeg op 1 januari 2022 20,32 vierkante kilometer; de bevolkingsdichtheid was toen 164,2 inwoners per km².

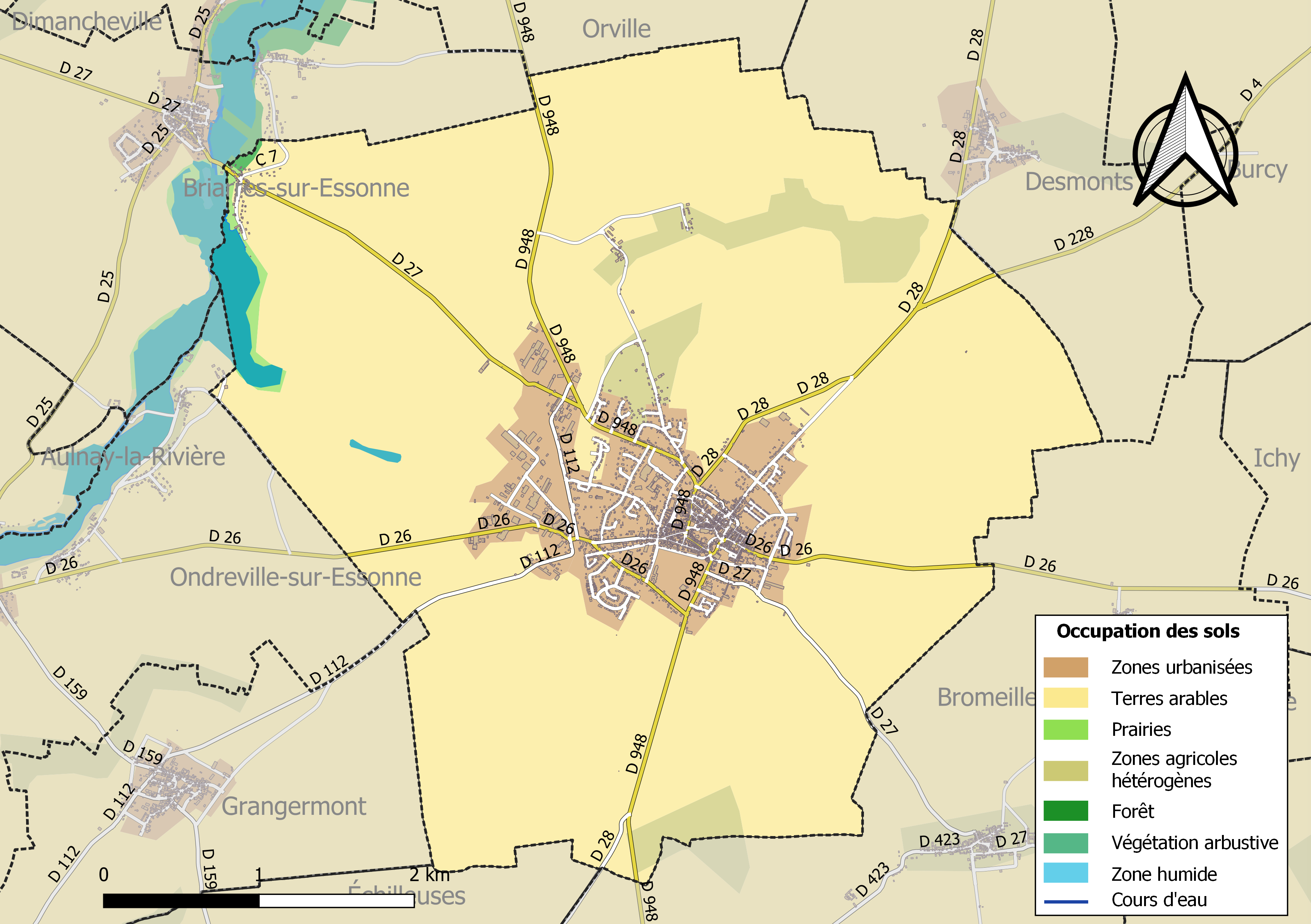
Kaart van de gemeente met de belangrijkste infrastructuur, bodemgebruik en omliggende gemeenten

## Demografie
Onderstaande figuur toont het verloop van het inwonertal (bron: INSEE-tellingen).

## Externe links

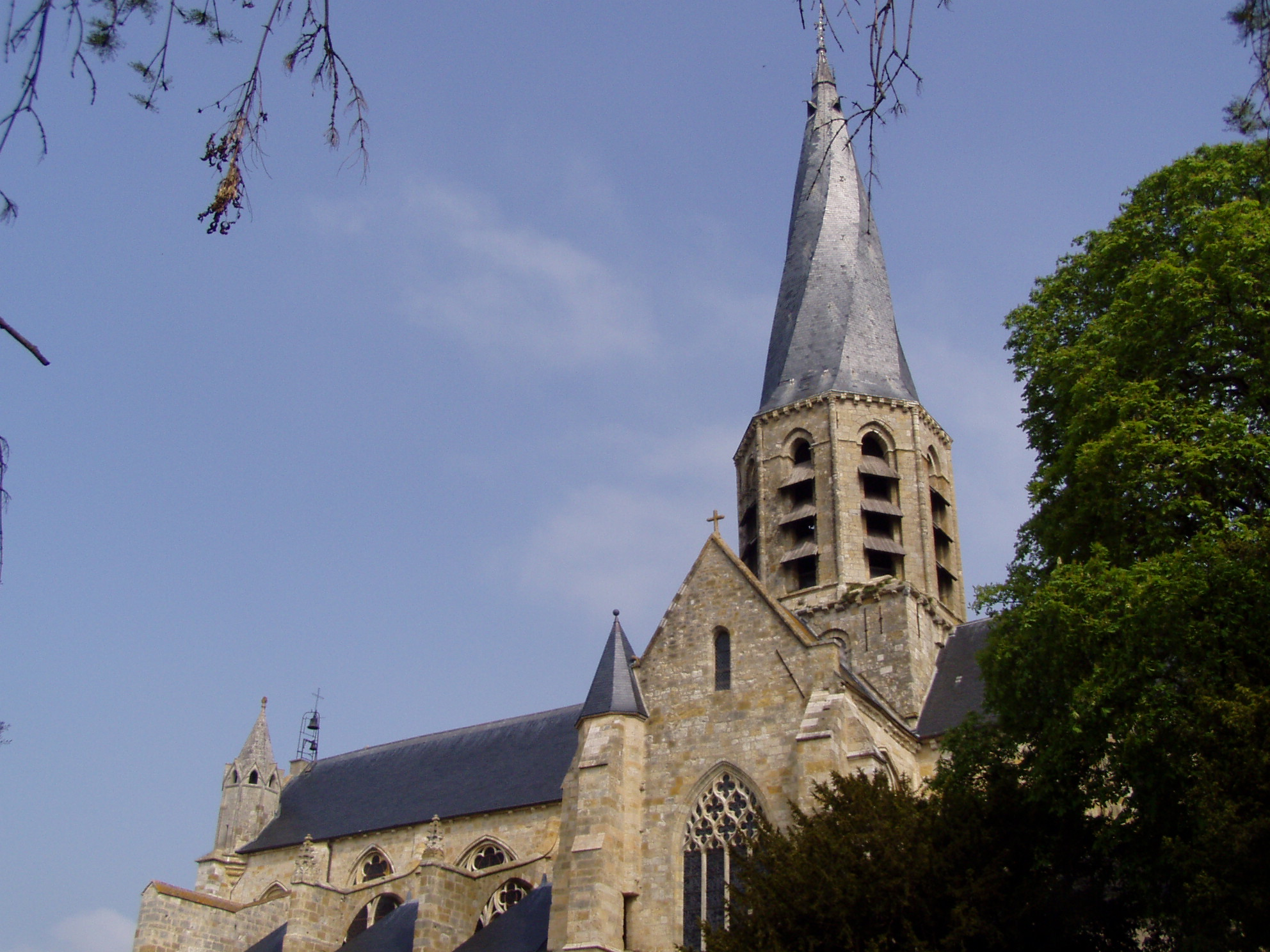
De gedraaide toren van de Notre-Dame